# Moritz August Seubert
Moritz August Seubert (* 2. Juni 1818 in Karlsruhe; † 8. April 1878 ebenda) war ein deutscher Botaniker. Sein offizielles botanisches Autorenkürzel lautet „Seub.“

## Leben
Der Sohn eines Medizinalrats besuchte zunächst das Lyzeum in Karlsruhe und hatte in dieser Zeit bereits Kontakt mit dem Botaniker Alexander Braun, der ihn für dieses Fach interessierte. Er studierte ab 1836 an der Universität Heidelberg Medizin und ab 1837 Naturwissenschaften in Bonn. Seine Lehrer in Bonn waren Georg August Goldfuß, Ludolph Christian Treviranus und Johann Jacob Nöggerath. Nach seiner Promotion zum Dr. phil. in Bonn wechselte er an die Universität Berlin, wo er sich habilitierte. Ab 1843 lehrte er in Bonn als Privatdozent. Im gleichen Jahr wurde er zum Mitglied der Leopoldina gewählt.
1846 erhielt er einen Ruf als Professor für Botanik und Zoologie am Polytechnikum Karlsruhe als Nachfolger von Alexander Braun. Gleichzeitig wurde er Nachfolger von Braun als Leiter des Großherzoglichen Naturalienkabinetts und des Botanischen Gartens bzw. des großherzoglichen Hofgartens in Karlsruhe. Außerdem war er einige Jahre Bibliothekar an der Großherzoglichen Hof- und Landesbibliothek.
Neben Lehr- und Verwaltungstätigkeit hat Seubert auch zahlreiche Schriften verfasst. So erschien 1844 die „Flora azorica“, in dem er die Herbarien von Christian Ferdinand Friedrich Hochstetter sowie dessen Sohn Carl Hochstetter aufarbeitete.
Auch bearbeitete er eine Reihe von Pflanzenfamilien in der von Carl Friedrich Philipp von Martius herausgegebenen „Flora brasiliensis“. Darunter die Alismataceae, Amaryllidaceae, Butomaceae und Liliaceae. Außerdem schrieb er ein „Lehrbuch der gesammten Pflanzenkunde“, das in fünf Auflagen erschien. 1863 erschien seine „Exkursionsflora für das Großherzogthum Baden“, 1868 eine weitere für Südwestdeutschland und 1869 eine für Mittel- und Norddeutschland.
Die Beerdigung fand unter großer öffentlicher Beteiligung statt. Ein Sohn von Seubert war Gründungsphilister der damals Karlsruher Forstverbindung Hubertia. Das Corps und der Polytechnische Verein ehrten ihn mit Kränzen.

## Auszeichnungen
- Ritterkreuz erster Klasse vom Zähringer Löwen.
- 1877 Ernennung zum Geheimen Hofrat.[3]
- Nach ihm benannt ist die Pflanzengattung Seubertia Kunth aus der Familie der Liliengewächse (Liliaceae).[4]

## Schriften
- Exkursionsflora für das Großherzogthum Baden. 1863; 6. Auflage 1905[1]
- Exkursionsflora für das südwestliche Deutschland. 1868. 2. Auflage 1878[1]
- Excursionsflora für Mittel- und Norddeutschland ... 1869[1]
- Lehrbuch der gesammten Pflanzenkunde.  Winter, Leipzig 1858 Digitalisierte Ausgabe der Universitäts- und Landesbibliothek Düsseldorf. 7. Auflage 1887.
- Flora Azorica ... Bonn 1844
- Symbolae ad erinacei europaei anatomen.